# 伊朗工人共产党
伊朗工人共产党（波斯語：حزب کمونیست کارگری ایران）是伊朗的一个非法的共产主义政党。该党成立于1991年。
该党奉行由该党创始人曼苏尔·赫克马特提出的“工人共产主义”理论。该党的现任主席是哈米德·塔克瓦伊。该党主张推翻伊朗伊斯兰共和国并建立社会主义共和国。该党的主要口号是“自由、平等、工人统治”、“打倒伊斯兰共和国”、“建立社会主义共和国”和“社会主义的基础是人”。
2004年，该党分裂出伊朗工人共产党—赫克马特主义。